# Muzaffarnagari
La Muzaffarnagari ou Muzaffarnagri est une race de mouton domestique originaire d'Inde. Race à laine présente dans l'Uttar Pradesh, elle est principalement élevée pour sa viande. Elle fait partie des races indiennes les plus grandes et les plus lourdes du pays. Elle est parfois nommée Bulandshari.

## Origine et distribution
La race est originaire de la partie nord-ouest de l'état de l'Uttar Pradesh, plus précisément du district de Muzaffarnagar. Elle est également présente dans les districts voisins de Meerut, Bijnor et Saharanpur ainsi que dans les états frontaliers, Delhi et Haryana, qui sont en limite de Muzaffarnagar. Le nom de Bulandshari lui est parfois attribué.

## Description
La Muzaffarnagari est un mouton de grande taille, couvert d'une toison de laine. Les animaux sont entièrement blancs mais certains individus arborent des taches noires ou brunes sur la tête et parfois les pattes. Le bélier pèse en moyenne 50 kg pour une taille de 74 cm au garrot. La brebis, légèrement plus petite, pèse en moyenne 40 kg. La race ne porte pas de cornes.

## Élevage et production
La race peut être utilisée pour une production mixte, laine et viande, mais sa production principale reste la viande. Elle est connue pour son taux de croissance rapide et est adaptée au climat semi-aride. La race peut avoir deux périodes de reproduction : soit mai-juin pour un agnelage en octobre-novembre, soit octobre-novembre pour un agnelage en mars-avril. La brebis met bas un seul agneau, très rarement deux. Seules 5 % des brebis peuvent donner naissance à des jumeaux. La naissance de triplés reste exceptionnelle. Des travaux de sélection dans des instituts de recherches sont en cours pour améliorer la prolificité de la race. L'agneau pèse près de 3,4 kg à la naissance. Le taux de mortalité des jeunes de moins d'un an est de 12,6 %, dont 6,6 % avant sevrage. Les principales causes sont les pneumonies, les problèmes digestifs, les septicémie et toxémie. Les quinze premiers jours sont les plus risqués.
La production de laine est basse. Chaque individu peut fournir entre 0,5 et 1,3 kg de laine.

## État de la population
La FAO a classé la race au statut « non menacé » bien qu'au début des années 2000, les populations sont en déclin en raison de la taille réduite des zones de pâturages.

#### Articles
- (en) A. Mandal, L.B. Singh et P.K. Rout, « The Muzaffarnagari sheep, a mutton breed in India », Animal Genetic Resources, vol. 28,‎ avril 2000, p. 19-25 (DOI 10.1017/S1014233900001322, lire en ligne)
- (en) A. Mandal, K. P. Pant, D. K. Nandy, P. K. Rout et R. Roy, « Genetic analysis of growth traits in Muzaffarnagari sheep », Tropical Animal Health and Production,‎ juin 2003, p. 271-284 (DOI 10.1023/a:1023303715385, lire en ligne)
- [Mandal 2005] (en) Ajoy Mandal, K. P. Pant, D. R. Notter, P. K. Rout, R. Roy, N. K. Sinha et N. Sharma, « Studies on Inbreeding and Its Effects on Growth and Fleece Traits of Muzaffarnagari Sheep », Asian Australasian Journal of Animal Sciences, vol. 18, no 10,‎ 2005, p. 1363-1367 (lire en ligne [PDF])
- (en) A. Mandal, G. Dass et P. K. Rout, « Genetic analysis of growth and feed conversion efficiency of Muzaffarnagari lambs under intensive feeding system », International Journal of Livestock Production, vol. 3, no 4,‎ avril 2012, p. 47-52 (ISSN 2141-2448, DOI 10.5897/IJLP12.007, lire en ligne)
- (en) Gopal Dass, M. S. Dige et P.K. Rout, « Evaluation of growth, wool production and reproduction traits of Muzaffarnagari sheeps », Bhartiya Krishi Anusandhan Patrika, vol. 34, no 1,‎ mars 2019, p. 11-16 (DOI 10.18805/BKAP143, lire en ligne)